# San Antonio Ayín
San Antonio Ayín es una localidad del municipio de municipio homónimo en el estado de Yucatán, México.

## Toponimia
El nombre (San Antonio Ayín) hace referencia a Antonio de Padua y ayín proviene del idioma maya.

## Datos históricos
- En 1910 cambia su nombre de Ayim a Ayín.
- En 1960 cambia a San Antonio Ayín.

## Demografía
Según el censo de 2005 realizado por el INEGI, la población de la localidad era de 0 habitantes.
| 82                          | 130 | 104 | 71 | 89 | 89 | 103 | 54 | 6 | 0 | 0 | 0 | 0 |
| (Fuente: INEGI [Consultar]) |     |     |    |    |    |     |    |   |   |   |   |   |

## Galería

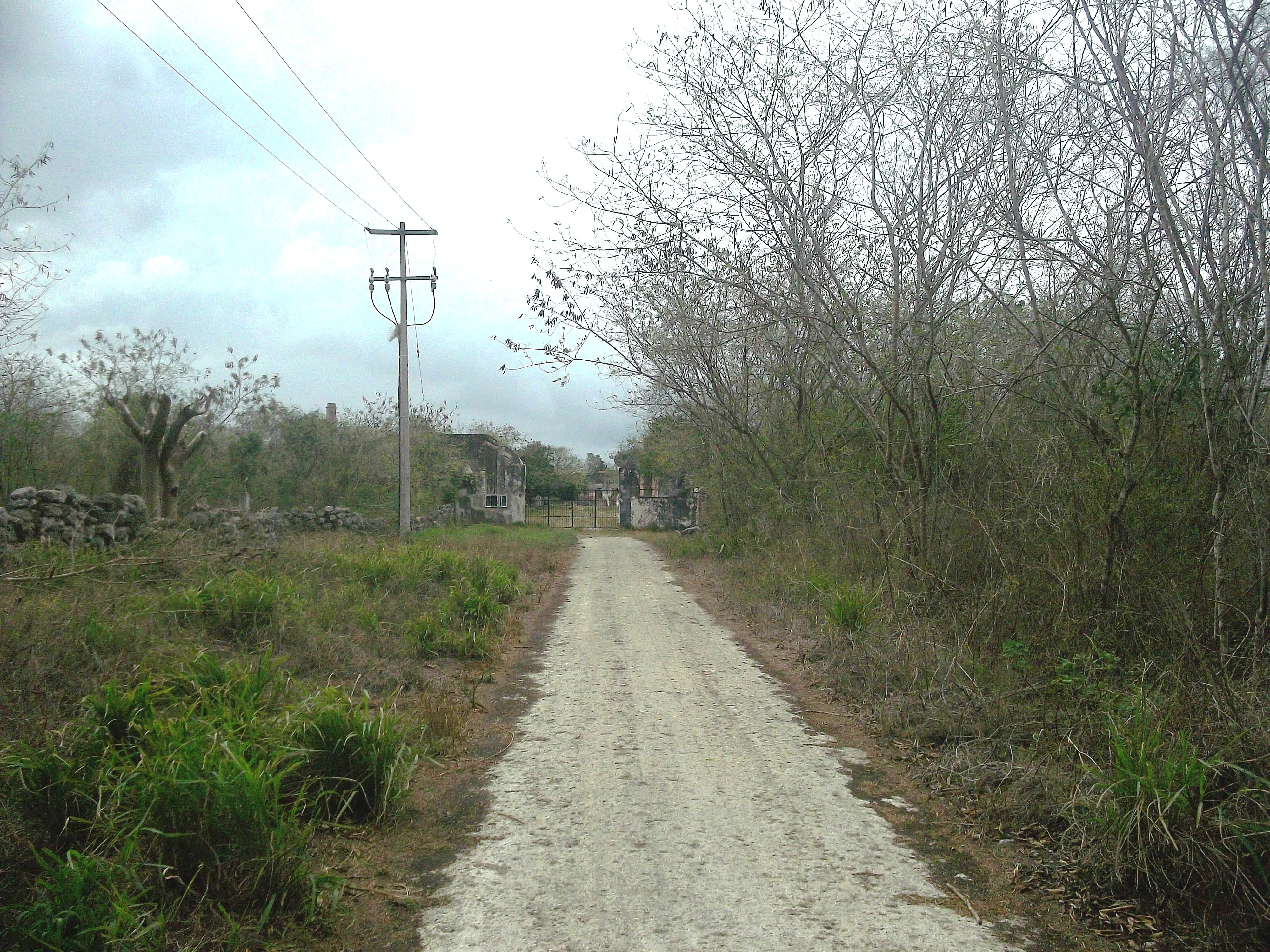
Entrada.